# 다구치아오누마촌
다구치아오누마촌(일본어: 田口青沼村)은 일본 나가노현 미나미사쿠군에 있던 촌이다. 현재의 사쿠시, 사쿠호정에 해당한다.

## 역사
- 1956년 9월 30일 - 다구치촌, 아오누마촌이 합병해 성립하였다.
- 1957년 4월 1일 - 우스다정, 다구치아오누마촌과 합병해, 새로운 우스다정이 성립하여, 동일 다구치아오누마촌은 폐지되었다.
- 1959년 4월 1일 - 우스다정의 구촌 지역 중 일부가 사쿠호정에 편입되었다.

## 교통

### 철도
- 일본국유철도
  - 고우미선

## 참고문헌
- 角川日本地名大辞典 20 長野県